# Mary Berry
Dame Mary Berry, född 24 mars 1935, är en brittisk bagare. 
Mary Berry är även domare i  tävlingsprogram Hela England bakar tillsammans med Paul Hollywood.